# إدوينا بون
إدوينا بون (بالإنجليزية: Edwina Bone) هي لاعب هوكي الحقل أسترالية، ولدت في 29 أبريل 1988 في أورانج في أستراليا.

## وصلات خارجية
- إدوينا بون على موقع الاتحاد الدولي للهوكي (الإنجليزية)
- إدوينا بون على موقع اللجنة الأولمبية الدولية (الإنجليزية)
- إدوينا بون على موقع أوليمبيديا (الإنجليزية)
- إدوينا بون على موقع اللجنة الأولمبية الأسترالية (الإنجليزية)
- إدوينا بون على موقع اتحاد ألعاب الكومنولث (مؤرشف) (الإنجليزية)